# Acrocercops coffeifoliella
Acrocercops coffeifoliella là một loài bướm đêm thuộc họ Gracillariidae. Loài này có ở Ấn Độ, Sri Lanka, Indonesia (Java), Réunion và Madagascar.
Ấu trùng ăn các loài Coffea. Chúng có thể ăn lá nơi chúng làm tổ.